# ビーグル水道

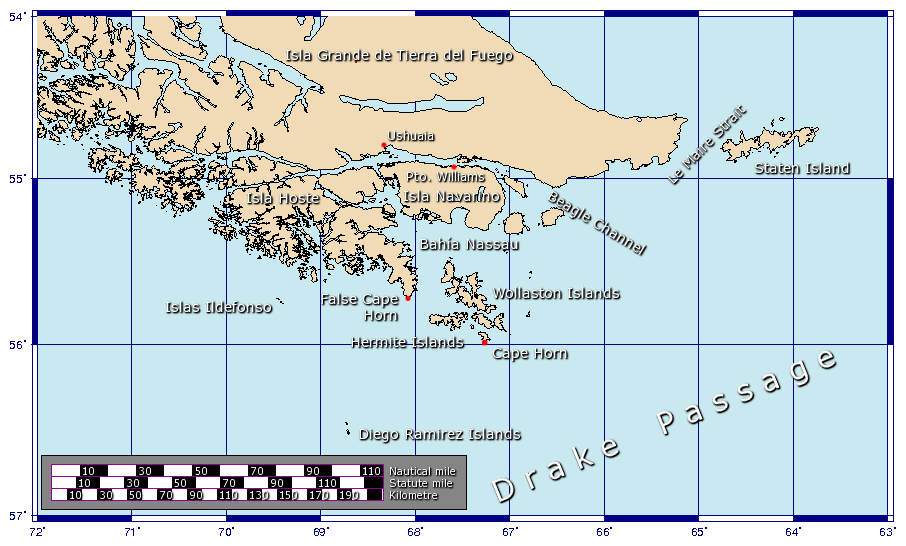
フエゴ島南を大西洋から細長く西へ伸びる水域がビーグル水道、北東にルメール海峡

ビーグル水道（ビーグルすいどう、Beagle Channel）は、南アメリカのフエゴ島と、その南側に位置するナバリノ島、オステ島を隔てる全長約240キロメートルの海峡（水道）。西の端にはダーウィン・サウンド、東の端にはヌエバ島がある。
チャールズ・ダーウィンが1831年から1836年にかけて行ったビーグル号による地球一周航海の際の経路であり、同水道の名前は同船に由来する。

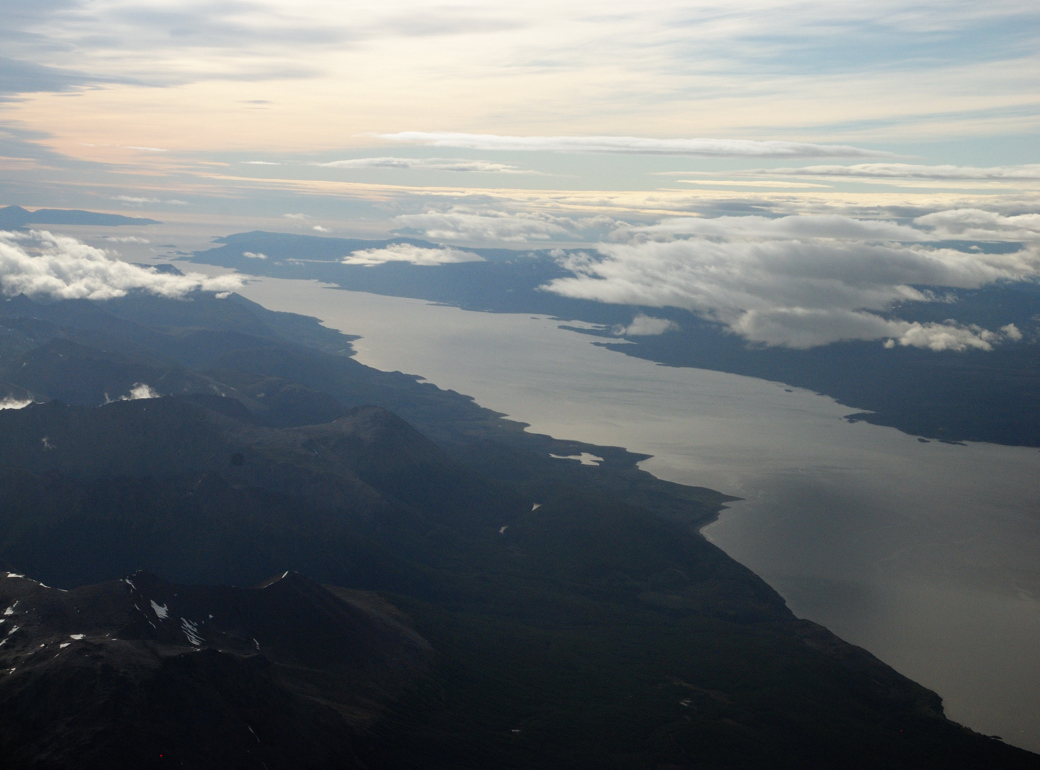
ウシュアイア上空からみたビーグル水道東側
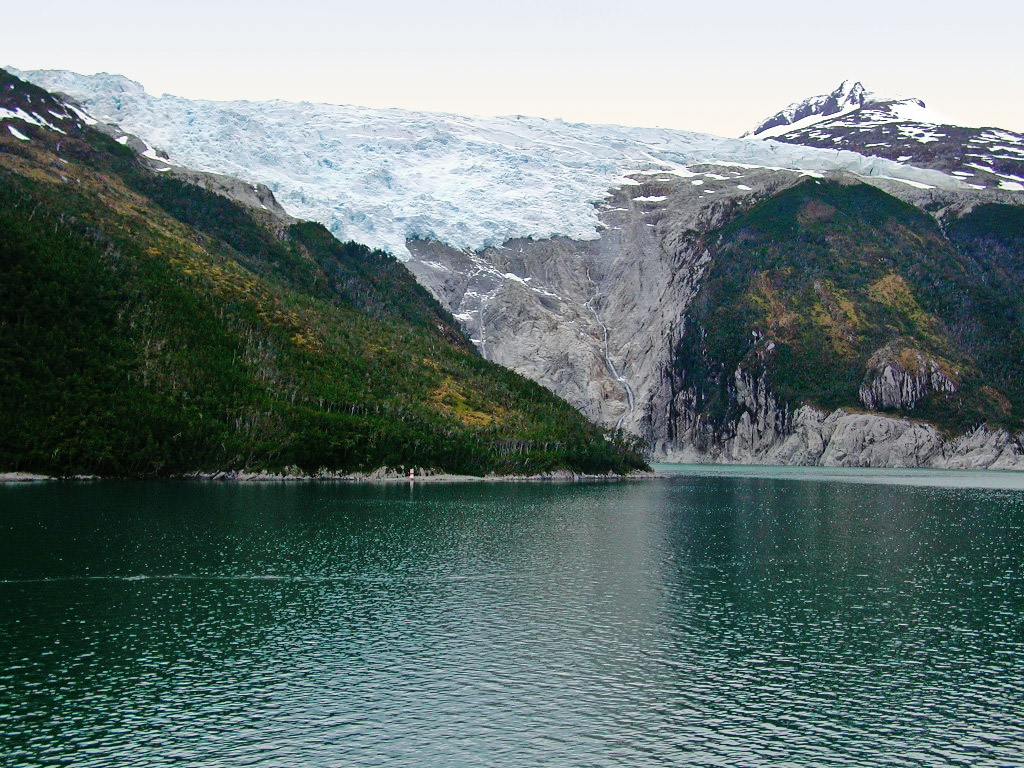
ビーグル水道に面した氷河